# Wu Faxian
Wu Faxian (1915-2004) est un dirigeant militaire et politique de la République populaire de Chine. 

## Biographie
Wu Faxian est né dans une famille pauvre et illettrée. En 1930, à l'âge de 15 ans il devient soldat de l'Armée rouge des ouvriers et des paysans chinois. Deux ans plus tard, il rejoint le Parti communiste chinois. Il a participé à plusieurs campagnes militaire; les Campagnes d'encerclement, la Longue Marche, la Bataille de Pingxingguan, la Campagne Liaoshen et la Campagne Pingjin.
En 1955, Wu Faxian obtient le grade de lieutenant-général. Wu Faxian est un subordonné de Lin Biao, en 1965, il est devenu le commandant de l'Armée de l'air de l'Armée populaire de libération. Proche de Lin Biao, Li Zuopeng est élu au 9e Politburo du Parti communiste chinois en 1969, pendant la Révolution culturelle. Accusé de tentative de coup d'État en 1971, Wu Faxian est jugé en même temps que la Bande des quatre dont Jiang Qing et condamné à une peine de 17 ans d'emprisonnement.
Dans ses mémoires publiés à Hong Kong,  Wu Faxian évoque les coulisses de l'histoire chinoise de la conférence de Luschan à son arrestation en 1971. Il explicite les jeux politiques et les guerres des clans qui conduisent à l'élimination de Lin Biao et de ses généraux dont lui-même. Il juge Mao Zedong en ces termes : « Mao avait toujours été une figure glorieuse dans mon cœur. […] Il incarnait la vérité et la justice. Je mettais toujours à l’épreuve ma loyauté envers lui. […] Désormais, son image est ruinée dans mon cœur. Pour parler sans détour, le Président Mao est un homme dont les actes ne sont pas à la hauteur des paroles ». Si ce livre présente la vie Wu Faxian, Mao Zedong est présent dans chaque page. Il explique comment la « tyrannie maoïste » s'incruste dans la société chinoise. Toutefois l'auteur ne mentionne aucun regret pour le mouvement antidroitier de 1957 ou pour les souffrances dues à la famine des années 1960. Néanmoins il révèle comment Mao Zedong prend sa revanche sur Liu Shaoqi, lui reprochant d’avoir critiqué la politique du Grand bond en avant, lors de la « Conférence des Sept mille » au début de l’année 1962.

## Publication
- Sui yue jian nan : Wu Faxian hui yi lush